# 第六屆豆瓣電影年度榜單
第六屆豆瓣電影年度榜單（英文：The 6st Douban Film Annual Awards）於2019年12月公布，是中国书影音评价网站“豆瓣”电影频道在每年年底基於千萬豆瓣電影用戶的評分、收藏、訪問數據生成的年度評價排行。

## 得奖名单
| 獎項                     | 得獎者          |
| ------------------------ | --------------- |
| 评分最高的外语电影       | 何以为家        |
| 评分最高的华语电影       | 哪吒之魔童降世  |
| 最受關注的院線電影       | 流浪地球        |
| 最受關注的非院線電影     | 寄生上流        |
| 年度冷門佳片             | 爱尔兰人        |
| 評分最高的韓國電影       | 寄生上流        |
| 評分最高的日本電影       | 阳光姐妹淘      |
| 评分最高的喜剧片         | 绿皮书          |
| 评分最高的爱情片         | 婚姻故事        |
| 年度LGBT电影             | 誰先愛上他的    |
| 评分最高的动画片         | 哪吒之魔童降世  |
| 评分最高的纪录片         | 人生七年        |
| 评分最高的短片           | 肤色            |
| 評分最高的英美劇(新劇)   | 切尔诺贝利      |
| 評分最高的英美劇(非新劇) | 伦敦生活 第二季 |
| 评分最高的华语电视剧集   | 我們與惡的距離  |
| 評分最高的日劇           | 凪的新生活      |
| 評分最高的韓劇           | 浪漫的体质      |
| 最受關注的大陸綜藝       | 忘不了餐厅      |
| 评分最高的国外综艺       | 姜食堂 第三季   |
| 最受关注的华语演员       | 肖战            |
| 最受关注的外语演员       | 汤姆·赫兰德     |
| 最受關注的導演           | 昆汀·塔伦蒂诺   |

## 外部連結
- 第6届豆瓣电影年度榜单 （页面存档备份，存于）